# Sven-Harry Karlsson
Sven-Harry Karlsson, född 8 december 1931 i Lund, är en svensk byggmästare.

## Utbildning och yrkesverksamhet
Sven-Harry Karlsson växte upp i Lund som ett av sju barn till byggmästare Harry F. Karlsson, modern hette Hedda Nilsson. Han är bror till fotografen Stig T. Karlsson och halvbror till författaren Anna Wahlgren.
Sven-Harry Karlsson genomgick fyra års lärlingsutbildning till murare, varvid han arbetade i faderns byggföretag Byggnads AB Harry Karlsson, och fick gesällbrev 1954. Han arbetade sedan 1955–1956 som murare i Burlingame i USA. Under perioden 1957–1968 arbetade han inom Byggnads AB Harry Karlsson, bland annat under flera år som byggnads- och produktionschef, men också 1959 varit mätningsman hos Stockholms Byggmästareförening. Han fick mästarbrev inom byggmästar- och muraryrkena 1962 och har också utbildat sig på Påhlmans handelsinstituts ekonomiska linje.
Omgivningen och Sven-Harry Karlsson själv förväntade sig att han så småningom skulle ta över Byggnads AB Harry Karlsson efter fadern. Denne sålde dock företaget 1967 till Byggnads AB John Mattson inom Industrivärdengruppen. Sven-Harry Karlsson avslutade då sitt engagemang i företaget, flyttade till Stockholm och byggde från 1968 upp ett eget byggföretag. Detta, Byggnads AB Folkhem i Stockholm, numera Arvet Produktion AB, har framför allt byggt småhus och andra bostadshus i Stockholmsregionen. Företaget har bland annat byggt bostadshusen på Nybodahöjden i Stockholm.
Sven-Harry Karlsson fick Murarmästarnas hedersmedalj 2004 och Bostadsstiftelsen Ekkronans Stora Boendepris 2007, det senare för att han ”kombinerar en byggmästartradition med innovativa lösningar”.

## Konstsamlaren

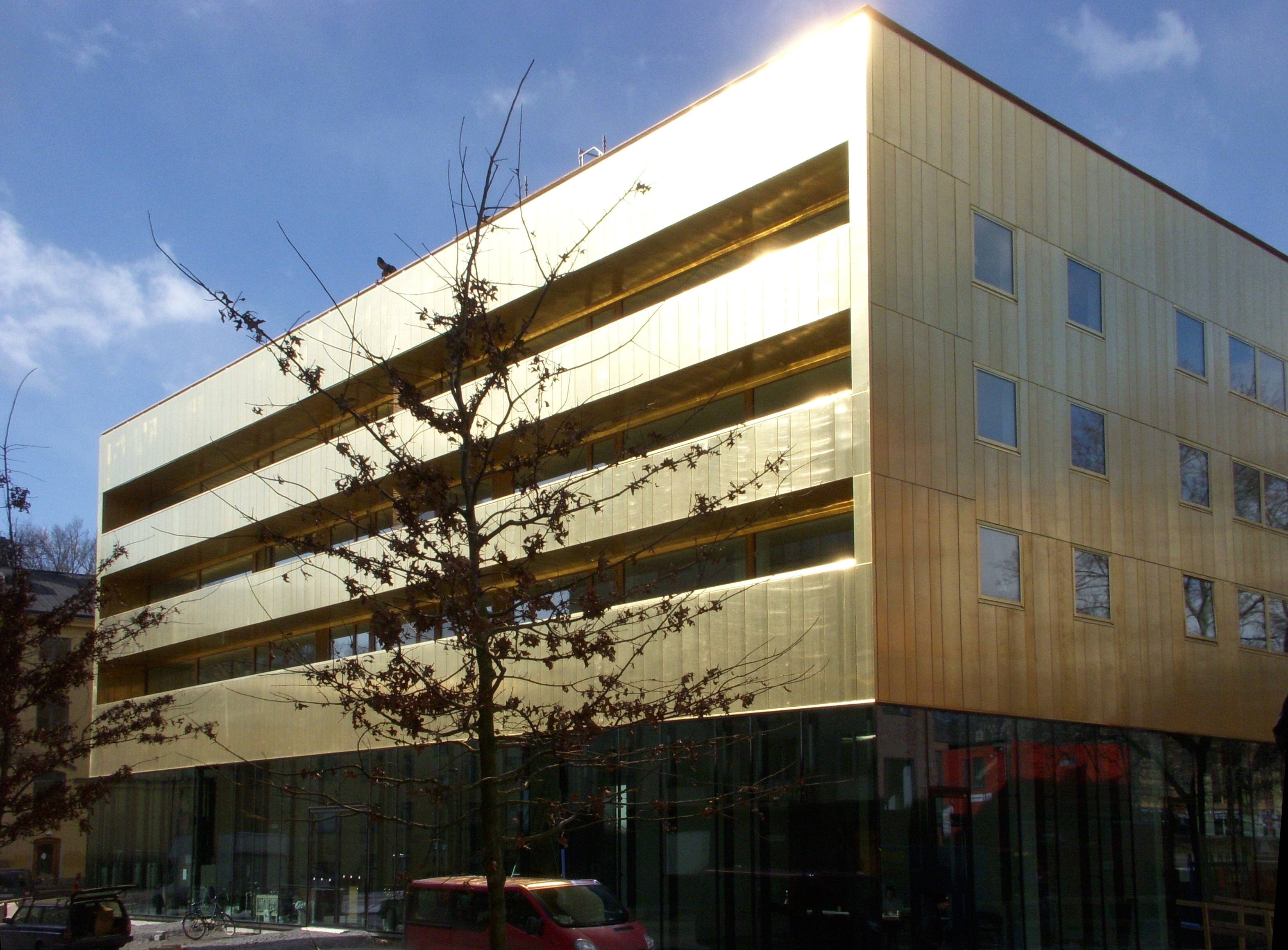
Sven-Harrys konstmuseum i Stockholm, 2011.

Sven-Harry Karlsson bodde under många år på herrgården Ekholmsnäs vid Kyrkviken på Lidingö från 1976–1978, från vilkens balkong motivet för Richard Berghs målning Nordisk sommarkväll från 1899 är hämtat. Ekholmsnäs gårds interiör har kopierats som ram för den permanenta utställningen i Sven-Harrys konstmuseum. Sven-Harry Karlsson har samlat konst sedan mitten av 1960-talet. Han har bland annat en större samling målningar av Carl Fredrik Hill, och även verk av bland andra Helene Schjerfbeck, Ernst Josephson, August Strindberg och Ylva Ogland. Den privata konstsamlingen finns nu i Sven-Harrys konstmuseum.
| ”                     | Jag gillar konst med klös, där själen kommer fram. Strindberg är ingen målare, men en jädrans bra konstnär som kunde uttrycka känslor på ett dramatiskt sätt. | „ |
| – Sven-Harry Karlsson | |   |

## Priser och utmärkelser
- Hans Majestät Konungens medalj i guld av 12:e storleken (Kon:sGM12 2017)[3]
- Stockholms stads S:t Eriksmedaljen i guld (S:tEGM)
- Ledamot av Kungl. Gustaf Adolfs Akademien[4]